# قشلاق اسلام‌آباد
قشلاق اسلام‌آباد۳ روستایی است که در استان اردبیل، شهرستان پارس‌آباد، بخش مرکزی، دهستان قشلاق شمالی قرار دارد.

## جمعیت
بر اساس سرشماری سال ۱۳۸۵ جمعیت این روستا ۲۸۳ نفر با ۷۴ خانوار بوده‌است.